# E-résidence de l'Estonie
 (mai 2024).
 (mai 2024).
Le contenu est difficilement compréhensible vu les erreurs de traduction, qui sont peut-être dues à l'utilisation d'un logiciel de traduction automatique.

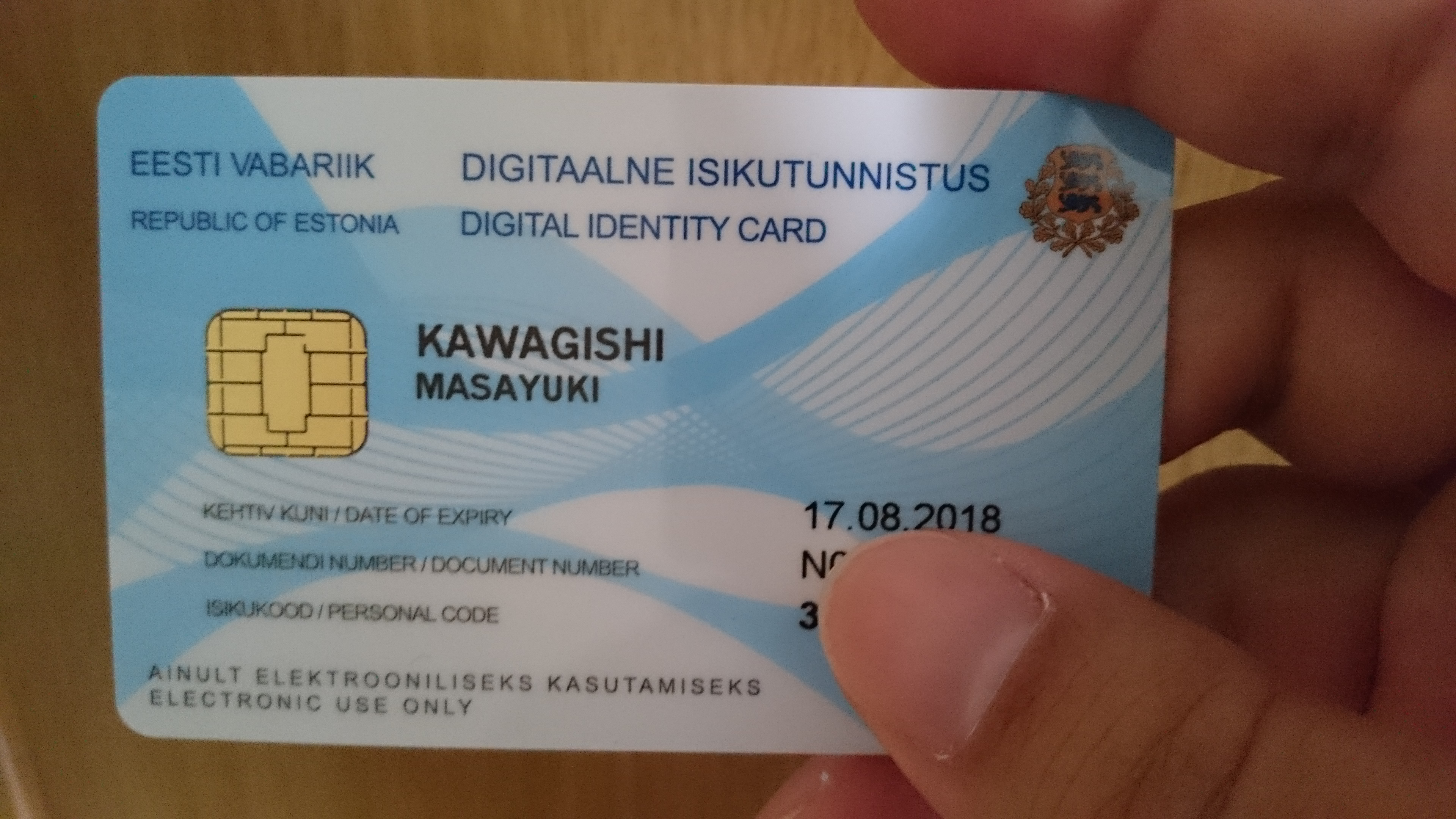
Carte d'e-résidence

Le projet e-résidence de l'Estonie est un programme lancé le 1er décembre 2014 par le gouvernement de l'Estonie.
Ce programme permet à des personnes n'ayant pas la nationalité estonienne de bénéficier d'une identité numérique leur permettant d'accéder à des services de création d'entreprise, de services bancaires ou de déclaration fiscale, entre autres. Le e-résident reçoit une carte à puce qui lui permet de signer électroniquement des documents.
À la fin de l'année 2023, plus de 100 000 personnes de 181 pays ont obtenu le statut de résident électronique de l'Estonie. En moins de 10 ans depuis le lancement du programme, les e-résidents ont créé plus de 27 000 entreprises estoniennes, et ce nombre continue de croître rapidement. Le premier candidat devenu e-résident par la procédure normale est Hamid Tahsildoost, citoyen des États-Unis,,,.

## Application
Une demande de résidence électronique peut être faite en ligne en remplissant un formulaire, en fournissant un scan d'un passeport national et une photographie, et en indiquant la raison de la demande (qui n'affecte pas fortement le résultat de la demande). Kaspar Korjus, ancien directeur général du programme de résidence électronique, a déclaré que les candidats ayant été impliqués dans des malversations financières telles que le blanchiment d'argent seraient rejetés. Les candidats retenus seront invités à un entretien à Tallinn ou dans une ambassade estonienne environ trois mois après leur demande, puis, s'ils sont retenus, ils recevront leur carte. Les certificats du document sont valables cinq ans, contre trois ans lors de la première annonce du programme. Après cette période, si une personne souhaite continuer à utiliser les services électroniques, elle doit demander un nouveau document. La procédure de demande sera la même que lors de la première demande. Une taxe d'État doit être acquittée à nouveau lorsqu'elle soumet une nouvelle demande.

## Avantages et limites de l'e-résidence
Les "e-résidents" verront leur empreinte financière contrôlée numériquement, d'une manière qui se veut transparente ; selon M. Korjus : la réaction aux malversations financières généralisées à haut niveau révélées par la fuite des Panama Papers est un facteur qui a contribué à rendre l'initiative estonienne plus transparente. La résidence électronique en elle-même n'a pas d'effet sur l'impôt sur le revenu - elle ne crée pas d'obligation fiscale en Estonie et ne dispense pas de l'impôt sur le revenu dans le pays d'origine du résident.
L'e-résidence permet l'enregistrement de sociétés, la signature de documents, l'échange de documents cryptés, la banque en ligne, la déclaration d'impôts et l'exécution de prescriptions médicales. D'autres services seront disponibles au fur et à mesure de l'extension du système. Une carte d'identité numérique à puce délivrée par la police estonienne et le conseil des gardes-frontières en Estonie ou dans une ambassade est utilisée pour accéder aux services.
Les entrepreneurs peuvent obtenir la résidence dans l'UE après avoir acheté un bien immobilier en Estonie, ce qui constitue un avantage à long terme. La partie estonienne bénéficie en particulier du développement de l'Estonie en un centre d'affaires international avec une offre de services en expansion pour les entrepreneurs et investisseurs étrangers dans les disciplines de la finance, du conseil, de la comptabilité et du droit.
Korjus a déclaré que l'enregistrement d'une entreprise estonienne était "utile pour les entrepreneurs Internet des marchés émergents qui n'ont pas accès à un fournisseur de paiement en ligne", et pour les startups de pays tels que l'Ukraine ou le Belarus qui souffrent de limitations financières de la part de leurs gouvernements.
L'e-résidence n'est pas liée à la citoyenneté et ne donne pas le droit d'entrer ou de résider physiquement en Estonie.
Ce n'est pas un moyen d'éviter de payer des impôts dans le pays de résidence réelle - au lieu de cela, on devient un contribuable à la fois en Estonie et dans le pays où l'on est citoyen et résident fiscal ; ce n'est pas la même chose que la citoyenneté et cela n'implique aucun soutien du gouvernement estonien pour obtenir la résidence électronique.
Le programme de résidence électronique a été développé principalement pour les startups indépendantes de l'emplacement et les entreprises offrant des services numériques, ce qui signifie que la résidence électronique n'est pas la meilleure alternative si : Vous êtes lié à un emplacement spécifique, et vous ne pouvez pas offrir vos services uniquement à l'aide de votre ordinateur portable et d'Internet ; vous faites le commerce de biens physiques et avez un bureau physique de façon permanente.

## Contexte
L'e-résidence était dirigée par Taavi Kotka, le vice-chancelier des communications et des systèmes d'information de l'État au sein du ministère des Affaires économiques et des Communications (Bien que l'idée de délivrer des cartes d'identité aux non-résidents ait été discutée au moins depuis 2007 environ) et proposée à nouveau en 2012 par l'expert estonien en cybersécurité Anto Veldre, la proposition concrète ("10 millions d'e-résidents d'ici 2025)) a été présentée par Taavi Kotka, Ruth Annus et Siim Sikkut lors d'un concours d'idées organisé par la Fondation estonienne pour le développement en 2014. Le projet a été initié avec le prix du concours. Il est développé par une fondation publique, Enterprise Estonia. 
Kotka a déclaré que, si l'objectif ultérieur du projet serait de gagner des millions d'e-résidents, son but était d'augmenter le nombre d'entreprises actives en Estonie. Le secteur privé doit être en mesure de développer des services concrets sur la plateforme juridique et technique fournie par l'e-résidence, tandis que l'État continuerait à développer le cadre juridique en fonction des besoins des entreprises. Il a également été discuté dans les médias estoniens que l'e-résidence pourrait être utilisée pour diffuser des connaissances sur la culture estonienne en ligne afin de développer l'exportation culturelle. Au 18 janvier 2015, il y avait eu des demandes de 225 pays, la plupart provenant de Finlande (224), de Russie (109), de Lettonie (38), des États-Unis (34) et du Royaume-Uni (22). 
Une comparaison peut être établie entre le programme de résidence virtuelle de l'Estonie et les micronations qui acceptent les demandes de citoyenneté en ligne. Le programme de résidence virtuelle de l'Estonie montre comment les nations établies peuvent adopter des stratégies similaires aux micronations, fournissant un exemple de ce à quoi la citoyenneté pourrait ressembler dans un monde post-national.

## Réception
De manière générale, le projet de résidence électronique a fait l'objet d'un examen positif dans les médias d'information, étant reconnu pour son caractère innovant et son potentiel. L'ancien ministre estonien des finances, Jürgen Ligi, a noté en 2014 qu'il n'était pas encore clair comment l'e-résidence apporterait des capitaux en Estonie. Certains experts juridiques avertissent que l'utilisation de l'e-résidence pour constituer une société boîte aux lettres en Estonie pourrait, dans certaines circonstances, soumettre les bénéfices de cette société à une double imposition, car il s'agit d'un statut juridique totalement nouveau qui n'a pas été pris en compte dans le cadre des accords internationaux existants pour éviter la double imposition.
La question a suscité un intérêt international dans différents pays. Elle a été couverte par les médias aux États-Unis (The Atlantic ; The Wall Street Journal ; Ars Technica), au Royaume-Uni (The Guardian, Wired UK), en Finlande (Helsinki Times), en Australie (ABC), en Italie (Wired-it), etc. Dans la Finlande voisine, elle a suscité une certaine crainte que l'e-résidence ne donne aux entreprises finlandaises l'envie de s'installer en Estonie.
L'intérêt s'est accru après que la fuite des Panama Papers a souligné la nécessité d'une plus grande transparence dans les affaires offshore. Après le vote de la Grande-Bretagne en faveur de la sortie de l'Union européenne, les entreprises cherchaient des solutions pour continuer à pouvoir commercer en euros, et d'autres avaient d'autres raisons : dans les deux semaines qui ont suivi le référendum, les demandes émanant de la Grande-Bretagne (qui comptait jusqu'alors 616 e-résidents) ont décuplé.

## Risques de sécurité
L'un des plus grands défis pour le gouvernement estonien et d'autres institutions est de savoir comment garantir la certitude de l'identification personnelle dans le cas de personnes originaires de pays avec lesquels l'Estonie n'a pas de coopération en matière de justice, de sécurité ou de répression. Il est également impossible de vérifier efficacement les antécédents des citoyens de ces pays ou, si nécessaire, de poursuivre les crimes qu'ils ont commis. En outre, la possibilité de fonctionner en tant qu'entrepreneur offerte par l'e-Résidence peut considérablement compliquer les enquêtes criminelles, car, par exemple, il peut être difficile d'identifier une personne ayant commis une fraude fiscale ou une escroquerie et de mener des procédures en raison de sa présence permanente à l'étranger. Par conséquent, les enquêtes criminelles, la collecte de preuves, les audiences des tribunaux, les procédures de faillite et d'autres processus peuvent être ralentis ou arrêtés
En 2017, le gouvernement estonien a gelé les cartes d'identité numériques du programme de résidence électronique, deux mois après avoir découvert une faille de sécurité majeure qui pouvait permettre le vol d'identité. Les cartes d'identité qui ont été délivrées entre le 16 octobre 2014, et le 25 novembre 2017, ont été suspendues jusqu'à ce que les propriétaires se mettent à jour avec un nouveau certificat de sécurité d'ici mars 2018.
1. ↑  « Comment obtenir l'e-Résidence en Estonie ? », sur Eesti Firma (consulté le 14 décembre 2023)
2. ↑  (et) « President Ilves annab täna üle esimese e-residendi kaardi] Estonian Development Foundation », 1er décembre 2014
3. ↑  (en) « Eesti avab 2014. aasta lõpus oma e-teenused ülejäänud maailmale », Majandus- ja kommunikatsiooniministeerium
4. ↑  (et) « Milliste hüvede osaliseks saab Eesti esimene e-resident Edward Lucas? », Eesti Päevaleht, 29 novembre 2014
5. ↑  (en) « E-residency – up against great expectations », E-Estonia.com, 13 janvier 2015